# St. Asaph
St. Asaph (walisisk: Llanelwy) er en by i Denbighshire i Wales. Den ligger ved floden Elwy. Byen havde 3.491 indbyggere ved den seneste folketælling i 2001.

## Domkirken
Byen voksede frem omkring en keltisk kristen helligdom, som blev grundlagt af St. Kentigern i det 6. århundrede. Byen har Storbritanniens mindste domkirke, som blev rejst i det 14. århundrede. Kirken er viet til Asaph, der var bispedømmets anden biskop.

## Status
Som domkirkeby havde St. Asaph tidligere trods sin ringe størrelse haft status som city, men denne status var aldrig officielt blevet tildelt byen, der i stedet havde status som town. 
I anledning af dronning Elizabeth 2. af Storbritanniens 50 års regeringsjubilæum i 2002, forsøgte byen at blive godkendt som city igen. Regeringen valgte i stedet at udnævne den langt større by Newport i det sydlige Wales til city.
Ved dronningens 60 års jubilæum i 2012 ansøgte man imidlertid igen, og byen fik denne gang tildelt æren.

## Kendte personer
Historikeren Geoffrey af Monmouth (ca. 1100 – ca. 1154) var biskop i St. Asaph. En langt senere biskop fra St. Asaph forrettede i 1908 vielsen mellem Clementine Hozier og Winston Churchill i St. Margarets Kirke i City of Westminster. 
Komponisten William Mathias (1934 – 1992) grundlagde i 1972 den årlige North Wales International Music Festival i St. Asaph. Han døde i byen til sin død. 